# Bulbophyllum boudetianum
Bulbophyllum boudetianum é uma espécie de orquídea (família Orchidaceae) pertencente ao gênero Bulbophyllum. Foi descrita por Claudio Nicoletti de Fraga em 2004.